# Tháp Tkaczy

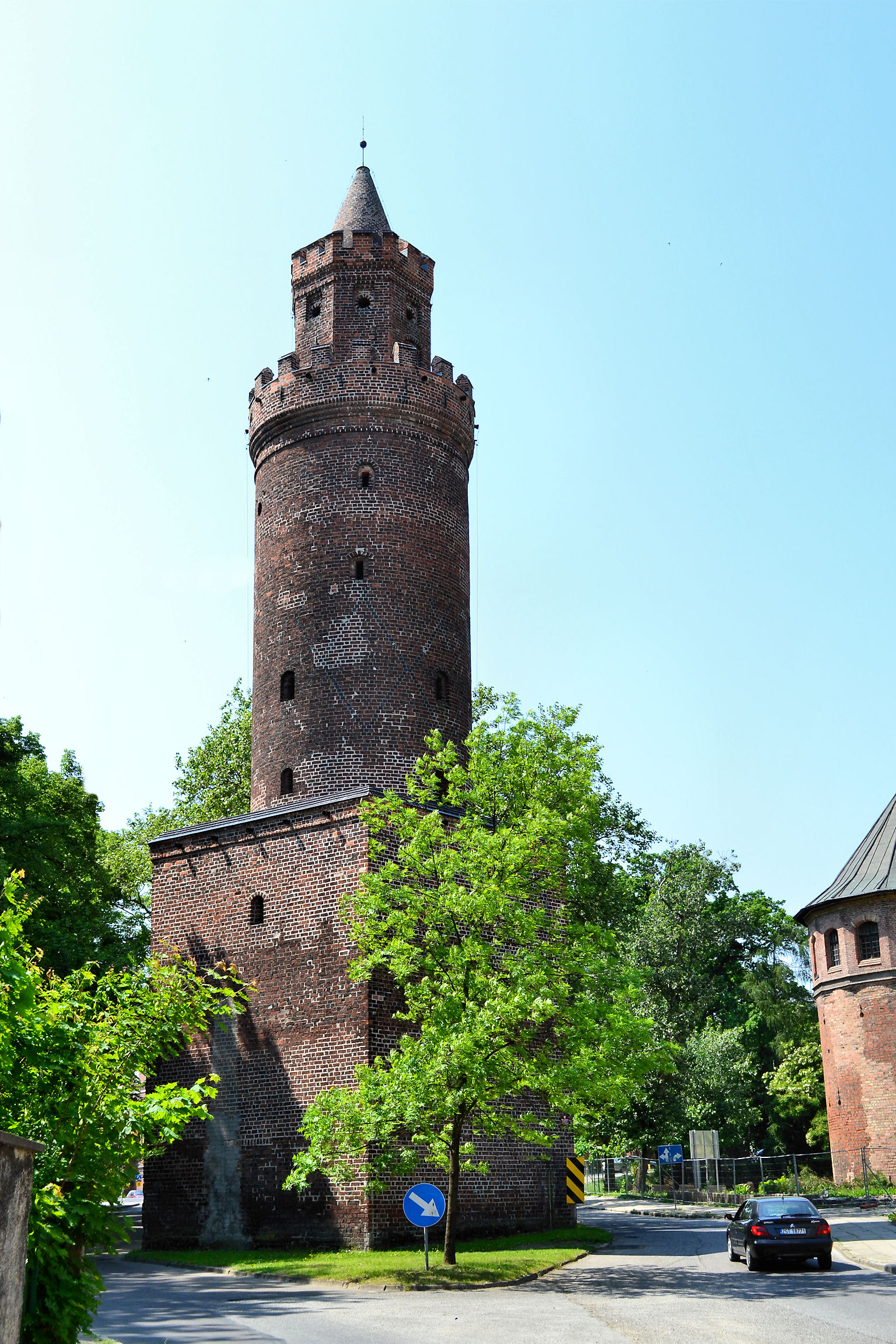
Tháp Tkaczy

Tháp Tkaczy (hay còn được biết đến với tên Tháp Lodową) là một tòa tháp trong hệ thống thành trì phòng thủ của thành phố Stargard, tỉnh Zachodniopomorskie, một tỉnh phía tây bắc Ba Lan.

## Lịch sử
Tháp Tkaczy được xây dựng vào giữa thế kỷ 15 và là một công trình kiến trúc bằng gạch theo phong cách Gothic, dài 15 mét được xây dựng trên nền vuông. Vào giữa thế kỷ 16, đỉnh của tháp được xây thêm một gác mái theo phong cách Phục hưng. Tòa nhà đã trải qua quá trình cải tạo vào thế kỷ 18 và 19. Tháp được sửa sang toàn diện từ năm 1904 đến năm 1905 để biến đổi thành một bảo tàng. Ngày 23 tháng 2 năm 1959, tháp Tkaczy trở thành Di sản Quốc gia Ba Lan. Trong năm 1992-1993, Xưởng bảo tồn tượng đài "Zamek" ở Szczecin tiếp tục cải tiến tòa tháp, đổi mới các chỗ bị vỡ và các viên gạch hỏng. Năm 2006, tòa tháp cùng với nhiều di tích khác ở Stargard thanh một phần của Tuyến đường Châu Âu của Brick Gothic.
Tên của tòa tháp lấy nguồn gốc từ tên của một hội thợ dệt (Tkacz). Hội Tkacz có trách nhiệm bảo vệ tòa tháp khi có chiến tranh. Từ thế kỷ 18, tòa tháp này bắt đầu được gọi là "Tháp băng" khi đá lạnh bắt đầu được lưu trữ trong những căn ngục cũ.

## Kiến trúc
Hình dạng của tháp tương tự như Tháp Morze Czerwone nhưng thấp hơn một chút với chiều cao là 31 m. Phần hình trụ nằm trên một đế vuông, và phần trên được trang trí theo kiểu hình vương miện. Mặt trước của tháp được trang trí bằng gạch tráng men được sắp xếp giống bàn cờ vua trong phần vuông ở dưới và có hình dạng thoi ở phần hình trụ phía trên. Tòa tháp có một hầm ngục ở tầng trệt và chứa tám tầng; được thiết kế để quan sát và phòng thủ.